# Salarpur Khadar
Salarpur Khadar é uma vila no distrito de Gautam Buddha Nagar, no estado indiano de Uttar Pradesh.

## Demografia
Segundo o censo de 2001, Salarpur Khadar tinha uma população de 10,772 habitantes. Os indivíduos do sexo masculino constituem 58% da população e os do sexo feminino 42%. Salarpur Khadar tem uma taxa de literacia de 66%, superior à média nacional de 59.5%: a literacia no sexo masculino é de 75% e no sexo feminino é de 53%. Em Salarpur Khadar, 19% da população está abaixo dos 6 anos de idade.